# Divisionismo

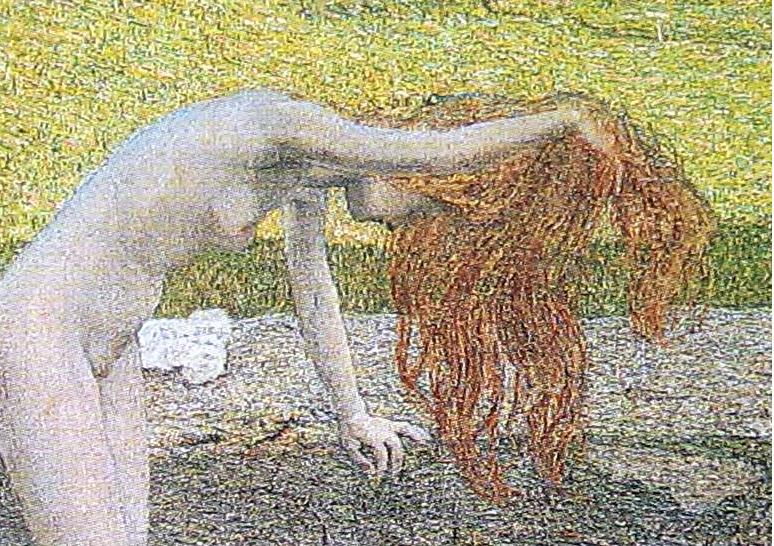
Detalle del cuadro Eitelkeit (1897) de G. Segantini donde se aprecian los trazos típicos que lo diferencian del puntillismo puro.

El divisionismo (también conocido como el cromoluminarismo) fue el estilo característico en la pintura neoimpresionista, definido por la separación de colores en puntos individuales que interactúan ópticamente.
Por requerir que el visor combine los colores ópticamente en vez de mezclar los pigmentos físicamente, los divisionistas creyeron que lograban la luminosidad máxima posible científicamente. Georges Seurat fundó el estilo alrededor de 1884 como cromoluminarismo, inspirándose en su propio entendimiento de las teorías científicas de Michel Eugène Chevreul, Ogden Rood y Charles Blanc, entre otros. El divisionismo desarrolló junto con otro estilo, el puntillismo, que se define específicamente por el uso de puntos de pintura y no tiene como enfoque la separación de colores.

## Fundaciones teóricas y desarrollo
El divisionismo se desarrolló en la pintura del siglo XIX cuando Georges Seurat descubrió las teorías científicas de visión que fomentaron una desviación de los principios del impresionismo, que en este momento había sido muy desarrollado. Las teorías científicas y reglas de contraste de colores que guiarían la composición para los divisionistas pusieron el movimiento de neoimpresionismo en contraste con el impresionismo, es caracterizado por el uso de instinto e intuición. Los científicos o artistas cuyas teorías de luz o color tuvieron algún impacto en el desarrollo del divisionismo incluyeron Charles Henry, Charles Blanc, David Pierre Giottino Humbert de Superville, David Sutter, Michel Eugène Chevreul, Ogden Rood y Hermann von Helmholtz.

### Fundación por Georges Seurat
El divisionismo, junto con el movimiento neoimpresionista en general, encontró sus comienzos en la obra maestra de Georges Seurat, Tarde de domingo en la isla de la Grande Jatte. Seurat fue formado clásicamente en la École des Beaux-Arts, y, como tal, sus obras iniciales reflejaron el estilo Barbizon. En 1883, Seurat y sus colegas empezaron explorar maneras para expresar toda luz posible en el lienzo. Por el año 1884, con la exposición de su primera obra importante, Un baño en Asnieres, La Grande Jatte en 1886. De hecho, La Grande Jatte no fue inicialmente pintado en el estilo divisionista, sino que Seurat revisó el cuadro en el invierno de 1885-6, realzando sus propiedades ópticas según su interpretación de las teorías científicas de color y luz.

### Teoría de color
Grammaire des arts du dessin por Charles Blanc introdujo Seurat a las teorías de color y visión que estimularía el cromoluminarismo. La obra de Blanc, recurriendo de las teorías de Michel Eugène Chevreul y Eugène Delacroix, expuso que la mezcla óptica produciría colores más vibrantes y puros que el proceso tradicional de mezclar pigmentos. Mezclar los pigmentos físicamente es un proceso sustractivo, con rojo, amarillo y azul los colores primarios. Por otro lado, si se mezcla luz de color, una mezcla aditiva resulta, un proceso en el cual los colores primarios son rojo, verde y azul. La mezcla óptica que caracterizó el divisionismo - el proceso de mezclar color por yuxtaponer pigmentos - es distinta de las mezclas sustractivas y aditivas, aunque combinar colores en mezclas ópticas funciona en la misma manera que una mezcla aditiva, i.e. los colores primarios son los mismos. En realidad, los cuadros de Seurat no lograron mezcla óptica verdadera; para él, la teoría fue más útil para causar vibraciones de color, donde los colores opuestos puestos cerca intensificarían la relación entre los colores mientras preservarían su identidad singularmente.
En la teoría de color divisionista, los artistas representaron la literatura científica tras hacer la luz operar en uno de los contextos siguientes:
- Color local: Como el elemento dominante del cuadro, el color local refiere al color verdadero de sujetos, por ejemplo césped verde o cielo azul.
- Sol directo: Según corresponda, los colores amarillos-naranjas representando la acción del sol se intercalarían con colores naturales para emular el efecto del sol directo.
- Sombra: Se puede utilizar colores como azules, rojos y morados para simular oscuridad y sombras.
- Luz reflejado: Un objeto que está al lado de otro en un cuadro podría proyecta colores reflejados.
- Contraste: Para aprovecharse de la teoría del efecto contraste de Chevreul, se puede poner los colores opuestos muy próximos.

## Paul Signac y otros artistas
Las teorías de Seurat intrigaron muchos de sus contemporáneos, y muchos artistas que buscaban una reacción contra el Impresionismo se asociaron con el movimiento neo-impresionista. Paul Signac, en particular, se convirtió en uno de los defensores principales de la teoría divisionista, especialmente después de la muerte de Seurat en 1891. De hecho, el libro de Signac, D’Eugène Delacroix au Néo-Impressionnisme, publicado en 1899, acuñó el término divisionismo y fue muy reconocido como el manifiesto del Neo-Impresionismo.

## Pintores divisionistas
- Camille Pissarro
- Lucien Pissarro
- Charles Angrand
- Maximilien Luce
- Henri-Edmond Cross
- Hippolyte Petitjean
- Paul Signac
- Vincent van Gogh
- Henri Matisse
- André Derain
- Jean Metzinger
- Robert Delaunay
- Pablo Picasso
- Giacomo Balla
- Giovanni Segantini
- Giuseppe Pellizza da Volpedo
- Gaetano Previati
- Vittore Grubicy de Dragon